# FK Drnovice
Az FK Drnovice egy cseh labdarúgóklub egy morvaországi faluban, Drnoviceben, Vyškov mellett. A klub a cseh labdarúgás élvonala, a Gambrinus liga tagja volt 1993 és 2002 között, majd egy szezon erejéig újra, a 2004–05-ös pontvadászatban. Az 1923-ban alapított klub jelenleg területi bajnokságokban játszik.

## Története
Az 1980-as évek közepéig a e 2200 fős népesség körüli kis falu klubja majdnem ismeretlen volt a régión kívül. 1977-ben az "1.B třída" tagja volt, ez a csehszlovák bajnoki rendszerben a nyolcadosztálynak felelt meg.
A dolgok akkor változtak meg, amikor Jan Gottvald, egy drnovicei születésű visszavonult labdarúgó vette át a klub irányítását. Ekkoriban Gottwald mosógépszerelőként és autóeladóként dolgozott, és csak később vált a Mototechna, egy alkatrészcég vezetőjévé.
A klub feljutott a Divizébe, a negyedosztályba 1986-ban, és a harmadosztályba, a 2. ČNL névre hallgató ligába 1987-ben. 1990-ben a csapat előrelépett a második ligába. Csehszlovákia 1993-as felbomlása után Szlovákia és Csehország is saját bajnokságot hozott létre, és a Drnovice felvételt nyert az első osztályba. Gottvald beteljesítette álmát: szülőfalujában élvonalbeli labdarúgást láthatott a közönség!
Az első szezonjukban doppingügy rázta meg Drnovicét és az egész cseh labdarúgást. Az ún. "karamella-ügyben" két Drnovice-játékos, Rostislav Prokop és Milan Poštulka bűnösnek bizonyult, két évre eltiltották őket, míg klubjuk szinte nevetséges 50.000 cseh korona büntetést kapott. Hamarosan kiderült, hogy az edző, Jindřich Dejmal adta a játékosoknak a tiltott szert tartalmazó karamellákat. Gottvald azonnal menesztette Dejmalt, és Karel Brückner lett az új tréner.
1994-ben Gottvald eladta a klubot a vegyipari vállalat Chemapolnak, mert nem volt elég tőkéje, hogy egyedül irányítsa a klubcsapatot. Ennek ellenére megtartotta befolyását a klubnál, ráadásul hamarosan ő lett a cseh labdarúgás második legfontosabb embere, mert őt választották a Cseh Labdarúgó-szövetség elnökhelyettesének. Ezt a pozíciót egészen 2000-ig töltötte be.
Hogy hirdesse a Petra névre hallgató benzinkútjait, a Chemapol Vállalat megváltoztatta a klub nevét "FC Petra Drnovice"-re. A Chemapol ráadásul nem csak a klubot finanszírozta, hanem a klub új stadionjának az építését Drnovicében is. Megfelelt a nemzetközi normáknak is, itt rendezték a Csehország-Svájc mérkőzést 1999. augusztus 18-án, amit a csehek 3–0 arányban megnyertek.
Az 1990-es években a Petra Drnovice minden szezonjában a középmezőny tagja volt. 1996-ban és 1998-ban bejutott a cseh labdarúgókupa döntőjébe, de mindkettőt elvesztette a Sparta Praha és a Baumit Jablonec ellen. Ekkoriban Gottwald egyre inkább elvesztette befolyását, majd 1998-ban egy, a Chemapol vezérigazgatójával történt vita után elhagyta a klubot. Egy évvel később a Chemapol meglepetésre bankcsődöt jelentett, és 15 millió cseh koronáért eladta a klubot a Persport-nak, amit a korábbi cseh teniszező, Tomáš Petera alapított. Néhány hónappal később Petera átengedte az elnöki posztot Jan Gottvald-nak, aki így öt év után ismét a klub elnöke lett. Az 1999–2000-es szezonban a klub története legjobb helyezését érte el, miután bronzérmes lett a Gambrinus ligában. A siker folyamán részt vehettek az UEFA-kupa következő kiírásában. Az előselejtezőben megverték az FK Budućnost Banovići csapatát. Az első körben a TSV 1860 München volt az ellenfelük. Egy hazai, gól nélküli döntetlent követően a Drnovice 1–0 arányban kapott ki a müncheni Olimpiai Stadionban.
Ezeket az éveket főleg a pénzügyi problémák jellemezték. Gottvaldnak nagy nehézséget okozott a klub működtetése. Egy vitatott tranzakció keretében Gottvald 2001 márciusában eladta a klubot egy alig ismert vállalatnak, a Corimexnek. Októberben ismét elhagyta a klubot. Bűnösnek találták pénzügyi csalásban és más fehérgalléros bűnökben, és 2002 februárjában bebörtönözték. A klub pénzügyi problémái annyira elhatalmasodtak, hogy kénytelenek voltak kilenc játékost eladni a Marila Příbram csapatának mindössze pár héttel a szezon vége előtt. Az edző, Karel Jarůšek válaszként a transzferre lemondott. Utolsó előtti helyen végezve a Drnovice kiesett a másodosztályba. Azonban a Cseh labdarúgó-szövetség megvonta tőlük a licencet. 2003 nyarán a Drnovicének az MSFL-ben, a harmadik szinten kellett elkezdeni a szezont. 2003 februárjában a drnovice-i központú Garimondi vette meg egy árverésen, ami maradt a klubból, és átengedte Jan Gottvaldnak, aki 20 millió cseh koronás óvadék után szabadult a börtönből. Gottvald megerősítette a keretet, a Drnovice gond nélkül megnyerte az MSFL-t. A 2003–04-es szezonban ezüstérmet szereztek a másodosztályban, és feljutottak a Gambrinus ligába. 2004 nyarán a svájci Sunstone vállalat vette meg a klubot, és a 8. pozícióban végeztek. Miután nem találtak új befektetőket a drnovice-i futball üzemeltetésére, a Sunstone az összes részvényt eladta Gottvaldnak, és a fiának, Robertnek körülbelül 10 millió cseh koronáért, ez az összeg máig sem lett megerősítve. Gottvald nem talált szponzorokat, és nem kaptak indulási jogot a 2005–06-os szezonra. 2006-ban a klub ismét a cseh másodosztályban játszott, és még mindig nagy pénzügyi problémái voltak. Januárban a válság elérte a csúcsát, a játékosok nem kaptak fizetést 2005 júliusa óta. A csapat a szezon végén végül kiesett a ligából.
2007-ben a néhány szurkoló úgy döntött, feltámasztja a klubot, újra regisztráltak hivatalos ligákba, benevezték magukat játékosként, meghívtak veteránokat és fiatalokat a megszűnt klubból, de a cseh bajnoki rendszer legalacsonyabb pontjáról kellett indulniuk. Az első szezonban csak egyszer szenvedtek vereséget, az átlagos nézőszámuk 600 körül volt, míg a ligaátlag mindössze 50 volt. A 2008-2009 szezonban a csapat ismét visszajutott a Vyškov megyei első osztályba (a 8. szint a cseh bajnoki rendszerben), és a B csapat szintén előrelépett.
A csapat sorozatban a harmadik feljutást könyvelhette el, amikor megnyerték a Vyškovi járási bajnokságot (Okresní přebor) a 2009-2010-es szezonban. A 2010-11-es és a 2011–12-es szezonokban az FK Drovice az I.B třida tagja volt, a Dél-morvaországi kerületben, a cseh ligarendszer hetedik szintjén, mielőtt 2012-ben ismét kiestek a nyolcadosztályba.

## A csapat korábbi nevei
- 1932 - Česká sportovní společnost Drnovice
- 1948 - Sokol Drnovice
- 1961 - TJ Drnovice
- 1989 - TJ JZD Drnovice
- 1990 - TJ Agro Drnovice
- 1990 - FC Gera Drnovice
- 1993 - FC Olpran Drnovice
- 1993 - FC Petra Drnovice
- 2000 - FK Drnovice
- 2003 - 1. FK Drnovice
- 2006 - 1. FKD
- 2007 - új klub: FKD

## Díjak
- Morvaországi-Sziléziai Labdarúgó-bajnokság (harmadosztály)
  - Bajnokok 2002-03
- Cseh labdarúgókupa
  - Döntősök (2): 1995–96, 1997–98
- harmadik hely a Gambrinus ligában: 1999–2000

## Korábbi ismertebb játékosok
- Radek Drulák
- Zdeněk Grygera
- Miroslav Kadlec
- Jiří Kaufman
- Luboš Kubík
- Ladislav Maier
- Tomáš Poštulka
- Jaroslav Šilhavý
- Marek Špilár
- ifj. Vladimír Weiss

## Korábbi ismertebb edzők
- Karel Brückner 1993–94 és 1994–95
- Ján Kocian 1997–98

## Statisztikák
| Osztály/Szezon | 82–83 | 83–84 | 84–85 | 85–86 | 86–87 | 87–88 | 88–89 | 89–90 | 90–91 | 91–92 | 92–93 | 93–94 | 94–95 | 95–96 | 96–97 | 97–98 | 98–99 | 99–00 | 00–01 | 01–02 | 02–03 | 03–04 | 04–05 | 05–06 |
| Első osztály   |       |       |       |       |       |       |       |       |       |       |       | 10.   | 6.    | 5.    | 7.    | 9.    | 11.   | 3.    | 7.    | 15.   |       |       | 8.    |       |
| Másodosztály   |       |       |       |       |       |       |       |       | 14.   | 6.    | 2.    |       |       |       |       |       |       |       |       |       |       | 2.    |       |       |
| Harmadosztály  |       |       |       |       |       | 4.    | 9.    | 1.    |       |       |       |       |       |       |       |       |       |       |       |       | 1.    |       |       |       |
| Negyedosztály  |       |       |       |       | 1.    |       |       |       |       |       |       |       |       |       |       |       |       |       |       |       |       |       |       |       |
| Ötödosztály    |       |       |       | 1.    |       |       |       |       |       |       |       |       |       |       |       |       |       |       |       |       |       |       |       |       |
| Hatodosztály   |       | 5.    | 1.    |       |       |       |       |       |       |       |       |       |       |       |       |       |       |       |       |       |       |       |       |       |
| Hetedosztály   | 1.    |       |       |       |       |       |       |       |       |       |       |       |       |       |       |       |       |       |       |       |       |       |       |       |

## Fordítás
Ez a szócikk részben vagy egészben  a   FK Drnovice című angol Wikipédia-szócikk fordításán alapul.  Az eredeti cikk szerkesztőit annak laptörténete sorolja fel. Ez a jelzés csupán a megfogalmazás eredetét és a szerzői jogokat jelzi, nem szolgál a cikkben szereplő információk forrásmegjelöléseként.